# Ammophila acuta
Ammophila acuta es una especie de avispa del género Ammophila, familia Sphecidae.

## Taxonomía
Fue descrito por primera vez en 1934 por Fernald. 